# 爱国人民运动

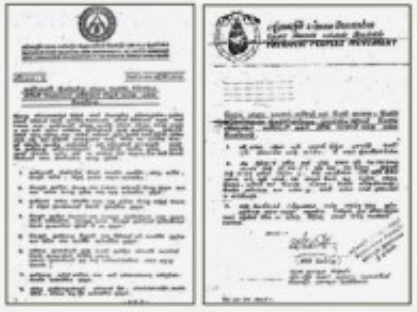
爱国人民运动发出的死亡威胁

爱国人民运动 （羅馬化：Deshapremi Janatha Vyaparaya，缩写为DJV) 是斯里兰卡的一个军事组织。它被广泛认为是马列主义人民解放阵线的军事组织，被斯里兰卡政府认定为恐怖组织。
爱国人民运动在1987年—1989年作为武装组织活动。在此期间，它对斯里兰卡武装部队及其称为是“印度代理人”的人进行了攻击；大多数归因于人民解放阵线的袭击都是由属于爱国人民运动的游击队或刺客实施的。

## 行动
根据大多数消息来源，由萨曼·皮亚西里·费尔南多（化名克尔蒂·维贾亚巴胡）领导的爱国人民运动是人民解放阵线的一个军事分支。该组织根据城市划分为多个区域分部。全岛建立的地区指挥部命令其部队攻击敌方军事设施。这些命令是通过爱国人民武装部队联合司令部下达的。它还对在斯里兰卡武装部队服役的人员发出死亡威胁。

### 早期活动和认可
爱国人民运动发起的第一次袭击是发生在斯里兰卡议会的手榴弹袭击。一名袭击者投掷了两枚手榴弹，造成两人死亡、14 人受伤，其中包括时任总理拉纳辛哈·普雷马达萨和拉利斯·阿苏拉斯穆达利。紧接着，“DJV”一词开始出现在斯里兰卡人口最多的城市科伦坡分发的小册子中。
“Deshapremi Janatha Vyaparaya”一词在它致电BBC记者约翰·雷蒂后首次获得国际认可。代表“DJV”的来电者声称该组织由2,000名活跃武装分子组成。来电者声称“JR必须被杀，因为他对泰米尔人的自治权”。来电者进一步声称该组织是一个独立组织，不隶属于人民解放阵线。但时任总统朱尼厄斯·理查德·贾亚瓦尔德纳却表示，这只不过是人民解放阵线的一个掩护组织，并进一步预测该组织可能与斯里兰卡东北部地区的泰米尔武装分子有联系。

### 作为游击队
爱国人民运动由在某些农村地区接受培训的年轻人组成。这些武装分子的制服与斯里兰卡武装部队的士兵相似。武装分子夜间在城镇巡逻，袭击主要来自右翼政党和敌对左翼政党的政客。它们的主要目标是斯里兰卡武装部队的军事基地。斯里兰卡陆军和空军的军事设施与警察局一起遭到袭击，这些袭击大多以成功告终。
斯里兰卡武装部队缴获的几件武器是爱国人民运动从中部省份的军事基地中窃取的，中部省份也是人民解放阵线总部的所在地。

### 恐吓策略
爱国人民运动制造暴力来恐吓和杀害那些支持臭名昭著的印度-斯里兰卡协议的人。1989年大选期间暴力升级，主要是为了恐吓选民。通过暴力破坏和恐吓行为，它使国家陷入停滞。海报和死亡威胁被传递给公众和目标个人，呼吁抵制印度商品和服装；那些拒绝命令的人成为特定刺客的目标并被暗杀。这种方式的暗杀包括暗杀电影明星维贾亚·库马拉通加、格拉迪斯·贾亚瓦德纳和K·古纳拉特南。它还以新闻播音员为目标，恐吓对其进行负面宣传的媒体，其中包括普雷马克蒂·德·阿尔维斯和萨加里卡·戈麦斯。

## 起源和组织
爱国人民运动的成员大多是佩拉德尼亚大学的毕业生，他们通过社会主义学生联盟与组织建立联系。
虽然有多个官方账户声称爱国人民运动是人民解放阵线的武装组织，没有令人信服的证据能证实这一点，因为爱国人民运动成员从未宣誓效忠人民解放阵线或其任何党组织。然而，人民解放阵线声称：爱国人民运动是它成立的，目的是作为一支正面部队。
据罗汉·维杰韦里称，爱国人民运动是该国多个政党和工会的爱国组成部分。

### 泰米尔武装组织的支持
当人民解放阵线开始第二次起义时，许多泰米尔组织开始向其提供武器。大多数泰米尔组织担心它们会被印度维和部队占领。
普雷马库马尔·古纳拉特南和维杰韦里派遣人民解放阵线军事部门（据信是爱国人民运动）的部队到泰米尔武装组织，其中最重要的是泰米尔伊拉姆人民解放组织，使用的各个营地进行训练。人民解放阵线军事部门向泰米尔伊拉姆人民解放组织提供了一定数量的卡车发动机，作为回报，泰米尔伊拉姆人民解放组织给予了苏格兰阔刃大剑。这些阔剑主要用于对抗印度和斯里兰卡的步兵车辆。

## 1989年后

### 1989年
罗汉·维杰韦里被捕后，他被一名战友H·B·赫拉斯开枪射杀，当时他们正在前往爱国人民运动/人民解放阵线总部的路上。他去世后，人民解放阵线的领导权转移给了萨曼·皮亚西里·费尔南多。赫拉特随后被处决。由于维杰韦里可能透露了爱国人民运动安全屋，即人民解放阵线军事总部的位置，在一场斯里兰卡武装部队和爱国人民运动之间的枪战后，该安全屋被占领。斯里兰卡政府媒体于1989年12月29日发表报道称，“由于安全部队与人民解放阵线在其位于皮利扬达拉农场的军事总部交火，人民解放阵线军事组织领导人和其他四名干部被杀。”

### 之后
1989年后，爱国人民运动逐渐消亡。人民解放阵线则通过选举重新回到主流政治，然而革命者和民主活动家之间发生分裂。

## 继续阅读
- Matthews, B (1988). Sinhala Cultural and Buddhist Patriotic Organizations in Contemporary Sri Lanka. University of British Columbia.
- Oruvala, B (2008). Lumumbāven bihi vū Rōhaṇa Vijēvīra ISBN 978-9-55551-579-5
- Alles, Anthony Christopher. .